# ۱۷ اوت
۱۷ اوت دویست و بیست و نهمین (در سال‌های کبیسه دویست و سی‌امین) روز سال در گاه‌شماری میلادی است. ۱۳۶ روز تا پایان سال باقی‌است.

## رویدادها
- ۱۹۴۵ - اندونزی از هلند مستقل شد.
- ۱۹۴۵ - کتاب قلعه حیوانات منتشر شد.
- ۱۹۷۰ - ونرا ۷ به فضا شلیک شد.
- ۱۹۷۵ - کشتی یخ‌شکن اتمی آرکتیکا شوروی به عنوان نخستین کشتی به قطب شمال رسید.
- ۱۹۸۴ - پرو دولت مستقل جمهوری دموکراتیک عربی صحرا که هم‌اکنون در اشغال مراکش است، را به رسمیت شناخت.
- ۱۹۸۸ - در اثر سقوط مرموز هواپیمای سی-۱۳۰ ارتش پاکستان پس از پرخواستن از باند فرودگاه بهاولپور، همه ۳۱ تن سرنشین آن از جمله محمد ضیاالحق، رئیس‌جمهور و فرمانده ارتش پاکستان، آرنولد رافل، سفیر ایالات متحده در پاکستان و اختر عبدالرحمان، فرمانده ستاد مشترک ارتش پاکستان کشته شدند.
- ۱۹۹۹ - در اثر زلزله‌ای بزرگ به شدت ۷٫۶ در مقیاس ریشتر در ازمیت در شمال غربی ترکیه، بیش ۱۷ هزار نفر کشته، ۴۴ هزار نفر مجروح و نیم میلیون نفر بی‌خانمان شدند.
- ۲۰۰۵ - در پی سپرده شدن کنترل منطقه به دولت خودگردان فلسطین، اولین موج کوچ اجباری شهرک‌نشینان اسرائیلی از نوار غزه آغاز شد.
- ۲۰۰۵ - در اثر انقجار زنجیره‌ای ۵۰۰ بمب کوچک در طی نیم ساعت در ۳۰۰ نقطه از بنگلادش دو تن کشته و بیش از ۱۱۵ نفر دیگر زخمی شدند
- ۲۰۰۸ - مایکل فلپس در بازی‌های المپیک تابستانی ۲۰۰۴ یونان، هشت مدال المپیک را به گردن آویخت که شش مدال از آن‌ها طلا بود و از این حیث رکورد دار شد.
- ۲۰۰۹ - در اثر انفجار یکی از توربین‌های نیروگاه برق آبی سد سایانو-شوشنسکایا نزدیکی شهر خاکاسیا روسیه، ۷۵ تن کشته و تولید ۶۴۰۰ مگاوات برق متوقف شد.
- ۲۰۱۵ - در اثر بمب‌گذاری در معبدی در بانکوک، پایتخت تایلند، ۲۰ تن کشته شدند.
- ۲۰۱۷ - در اثر حمله یک خودروی ون و زیر گرفتن عابرین پیاده توسط آن در شهر بارسلونای اسپانیا، ۱۴ تن کشته و قریب به صد تن دیگر زخمی شدند؛ داعش مسئولیت این اقدام را بر عهده گرفت.

## زادروزها
- ۱۹۳۸ – رولاند زوفل، دوچرخه‌سوار اهل سوئیس
- ۱۹۴۳ – رابرت دنیرو، بازیگر ایتالیایی‌تبار آمریکایی
- ۱۹۴۳ – سلیمان علی نشنوش، بازیکن بسکتبال و بازیگر اهل کشور لیبی
- ۱۹۵۳ - هرتا مولر، نویسنده
- ۱۹۵۸ – ظبیه خمیس، شاعر، نویسنده و مترجم اماراتی.[۱]

## درگذشت‌ها
- ۱۹۵۸ – ارتور فاکس، شمشیرباز اهل ایالات متحده آمریکا (ز. ۱۸۷۸)
- ۱۹۹۷ – سکوندو مانی، دوچرخه‌سوار اهل ایتالیا (ز. ۱۹۱۲)
- ۲۰۱۶ – آرتور هیلر، کارگردان کانادایی